# Nerkin Karmirachbjur
Nerkin Karmirachbjur – wieś w Armenii, w prowincji Tawusz. W 2011 roku liczyła 904 mieszkańców.